# Антон Билимовић
Антон Билимовић (Житомир, 20. јул 1879 — Београд, 17. септембар 1970) био је српски и украјински физичар, математичар, академик САНУ.

## Биографија
Антон Билимовић рођен је 20. јула 1879. године у граду Житомиру, који се налази у северозападном делу Украјине. Његов отац, Димитри Билимовић, био је војни лекар па је сходно својој професији често био службено премештан. Антон је зато у детињству неколико пута мењао место боравка и школовања, али највећи део своје младости провео је у Русији. Основну школу завршио је у месту Владимир, смештеном близу реке Кљазма око 190 км источно од Москве. Након завршетка основне школе, уписао је Кадетски корпус (средња војна школа) у Кијеву коју је завршио 1896. године. Након тога сели се у Санкт Петербург где је уписао Николајевску инжењерску академију и научио латински и грчки језик. Међутим, касније је напустио академију и пребацио се на Физичко-математички факултет Кијевског универзитета, где је 1903. године дипломирао са златном медаљом. После одбране магистарске тезе под називом Једначине кретања конзервативних система и њихова примена 1903. године изабран је за асистента на Катедри за механику.
Билимовић је желео да постане професор па је уписао и докторске студије. Како би усавршио своје знање и докторску дисертацију неколико година је провео у Француској и Немачкој на усавршавању. 1905. и 1906. годину провео је у Паризу радећи са познатим физичаром и математичаром Паулом Апелом (енг. Paull Appell). Паул је у то време био декан Природно-математичког факултета Универзитета у Паризу и био је познат по решавању неких од најтежих проблема у математици и механици. Билимовић је наредне две године провео на Универзитету у Гетингену у Немачкој радећи са Давидом Хилбертом који је проучавајући интегралне једначине дошао до развоја функционалне анализе. 1907. године, после повратка у Украјину, одбранио је своју докторску дисертацију под називом Контактно кретање чврстих тела, први део: кретање са једним степеном слободе на Универзитету у Одеси. Од те године радио је као доцент на Кијевском универзитету и почео да објављује своје радове о теорији кривих и површи. Ови радови били су написани на руском језику, али 1910. године почиње да објављује и на немачком. Од 1915. године радио је као редовни професор Новоросијског универзитета у Одеси. Ту је радио пет година, а два пута је био изабран за ректора.
У априлу 1920. године прелази у Београд где остаје до краја свог живота. Прво је био ванредни професор Филозофског факултета, а од 1926. године и редовни професор за област рационална механика и примењена математика. 1936. године постао је редовни члан Српске академије наука и уметности (САНУ) када је основао часопис Publications de l'Institut Mathématique, а у послератним годинама изабран је за првог управника Математичког института Српске академије наука и уметности. Међутим, током Другог светског рата био је удаљен са факултета због своје руске позадине и непријатељског држања према Трећем рајху, али се после рата вратио на своје радно место. Био је заслужан и за оснивање Одељења за техничке науке Српске академије наука и уметности и Југословенског друштва за механику.
Професор Билимовић је отишао у пензију 15. фебруара 1955. године, а и после пензије је наставио да делује у својим областима и објављивао радове. Умро је у Београду 17. септембра 1970. године.

## Научни рад
Антон Билимовић је деловао у областима математике и физике. Највише се бавио применом теорије диференцијалних система у класичној механици. Посебан допринос дао је области кинематике чврстог тела. Његови први докторанти су били Татомир Анђелић, Вјачеслав Жардецки, Демченко и Константин Вороњец који су наставили његов рад и били успешни у својим областима.
Билимовић се у области физике бавио и проблемом небеске механике, кретањем материјалног система који мало одступа од крутог тела, питањем секуларног померања полова. Бавио се неаналитичким функцијама, Хилбертовим интегралом независности, варијационим рачуном.

## Занимљивост
Он је био одлично оцењен професор међу својим студентима. Увек је захтевао велики рад и дубоко разумевање градива. Увек је почињао и завршавао час у тачно време. Једном је закаснио на час, извинио се студентима и формулисао следећу теорему: "И ако професор закасни, увек ће постојати студент који ће стићи касније". У том тренутку је студент ушао у учионицу, па је професор Билимовић рекао својим студентима:"Сада, теорема је доказана".

## Дела
Укупно је објавио преко осамдесет радова, уџбеника и монографија. У сарадњи са професором Анђелићем, написао је компплетан низ уџбеника из геометрије за средњу школу. Знање грчког језика искористио је за превођење Еуклидових Елемената, што је било врло значајно за српску математику. Неке од његових књига које се могу наћи у дигиталном облику су:
- Геометријске основе рачуна са Диадама
- Рационална механика 1 - Механика тачке
- Рационална механика 2 - Механика система
- Динамика чврстог тела
- Десет Аполонијевих задатака о додиру кругова.